# ظهر السلام القديم (بني قيس الطور)

تعديل مصدري - تعديل

ظهر السلام القديم هي إحدى قرى عزلة ربع الشمري بمديرية بني قيس الطور التابعة لمحافظة حجة، بلغ تعداد سكانها 86 نسمة حسب تعداد اليمن لعام 2004.